# بنزوفسفول
بنزوفسفول یک ترکیب آلی با فرمول شیمیایی C۸H۷P است. این ترکیب آنالوگ فسفرِ ایندول است. اصطلاح بنزوفسفول همچنین به مشتقات استخلاف شده ازهتروسیکل مادر نیز اشاره دارد.

## همچنین ببینید
- شیمی آلی فسفر
- فسفول
- ایندول